# Liste des US Routes au Massachusetts
Les US Routes au Massachusetts sont entretenues par le Massachusetts Department of Transportation (MassDOT).

## Liste
| Numéro | Longueur (mi) | Longueur (km) | Terminus sud / ouest                                    | Terminus nord / est                                 | Créée | Notes |
| ------ | ------------- | ------------- | ------------------------------------------------------- | --------------------------------------------------- | ----- | ----- |
| US 1   | 85,60         | 137,76        | US 1 à la frontière du Rhode Island à Attleboro         | US 1 à la frontière du New Hampshire à Salisbury    | 1926  |       |
| US 3   | 35,70         | 57,45         | Route 3 / Route 2A à Cambridge                          | US 3 à la frontière du New Hampshire à Tyngsborough | 1926  |       |
| US 5   | 53,46         | 86,04         | US 5 à la frontière du Connecticut à Longmeadow         | US 5 à la frontière du Vermont près de Bernardston  | 1926  |       |
| US 6   | 117,46        | 189,03        | US 6 à la frontière du Rhode Island à Seekonk           | Route 6A à Provincetown                             | 1926  |       |
| US 7   | 53,90         | 86,70         | US 7 à la frontière du Connecticut près de Sheffield    | US 7 à la frontière du Vermont près de Williamstown | 1926  |       |
| US 20  | 153,44        | 246,94        | US 20 à la frontière de l'État de New York à Pittsfield | Route 2 à Boston                                    | 1926  |       |
| US 44  | 38,40         | 61,80         | US 44 à la frontière du Rhode Island à Seekonk          | Route 3A à Plymouth                                 | 1935  |       |
| US 202 | 79,60         | 128,10        | US 202 à la frontière du Connecticut près de Southwick  | US 202 à la frontière du New Hampshire à Winchendon | 1935  |       |
|        |               |               |                                                         |                                                     |       |       |